# Oryzias carnaticus
Oryzias carnaticus is een  straalvinnige vissensoort uit de familie van schoffeltandkarpers (Adrianichthyidae). De wetenschappelijke naam van de soort is voor het eerst geldig gepubliceerd in 1849 door Jerdon.
De soort staat op de Rode Lijst van de IUCN als niet bedreigd, beoordelingsjaar 2010.